# 星野翔平
星野翔平（日语：／ Hoshino Shohei，1992年1月1日—），日本男子羽毛球運動員。富山縣出生，畢業於上市町立上市中学校、埼玉榮高校及日本体育大学，現隸屬於NTT東日本株式會社，並為該社的羽毛球隊成員，隊員編號10號。

## 簡歷
2009年7月，星野翔平代表日本參加馬來西亞吉隆坡舉行的亞洲青年羽毛球錦標賽，助球隊贏得團體賽季軍。
2010年7月，星野翔平出戰俄羅斯羽毛球大獎賽，與小林晃合作打進男雙準決賽。
2019年5月，星野翔平出戰丹麥羽毛球國際賽，與西川裕次郎合作在男雙決賽以2比1擊敗英格蘭组合，奪得其首個國際職業賽冠軍。同月，二人又在斯洛文尼亞羽毛球國際賽男雙決賽，以2比0擊敗了波蘭的组合，再奪冠軍。

## 主要比賽成績
只列出曾進入準決賽的國際賽事成績：
| 年份   | 賽事                   | 公開賽級別 | 項目     | 拍檔       | 成績   |
| ------ | ---------------------- | ---------- | -------- | ---------- | ------ |
| 2009年 | 亞洲青年羽毛球錦標賽   | 其他       | 混合團體 | －         | 季軍   |
| 2010年 | 俄羅斯羽毛球大獎賽     | 大獎賽     | 男子雙打 | 小林晃     | 準決賽 |
| 2017年 | 奧地利羽毛球公開賽     | 國際挑戰賽 | 男子雙打 | 齋藤太一   | 準決賽 |
| 2019年 | 丹麥羽毛球國際賽       | 國際挑戰賽 | 男子雙打 | 西川裕次郎 | 冠軍   |
| 2019年 | 斯洛文尼亞羽毛球國際賽 | 國際系列賽 | 男子雙打 | 西川裕次郎 | 冠軍   |

| 2007-2017年 | 首要超級賽 | 超級賽 | 黃金大獎賽 | 大獎賽 | 國際挑戰賽 | 國際系列賽 | 未來系列賽 | 其他 |

| 2018-2026年 | 總決賽 | 超級1000賽 | 超級750賽 | 超級500賽 | 超級300賽 | 超級100賽 | 國際挑戰賽 | 國際系列賽 | 未來系列賽 | 其他 |